# Follow-on-Forces-Attack
FOFA (Follow-on-Forces Attack) war ein militärisches Konzept der NATO bzw. Militärdoktrin in der Zeit des Kalten Krieges der 1980er Jahre, welches ermöglichen sollte, feindliche Kräfte des Warschauer Paktes im Verteidigungsfall bereits in der Tiefe des Raumes bekämpfen zu können.

## Ausgangslage
Die NATO entwickelte für Westeuropa eine Reihe strategischer Konzepte, um einem möglichen konventionellen Angriff des Warschauer Paktes begegnen zu können. Militärplaner der NATO sahen die Problematik einer starren Verteidigung an der innerdeutschen Grenze darin, dass die geographische Breite des „Hinterlandes“, insbesondere am Fulda Gap zu gering sei, um einem großflächigen Angriff des Warschauer Paktes angemessen begegnen zu können. Die Entfernung von Fulda nach Frankfurt beträgt lediglich 86 Kilometer Luftlinie und 375 Kilometer Luftlinie von Frankfurt bis Den Haag in der Nähe der Nordseeküste. Diese geringen Entfernungen würden den NATO-Streitkräften kaum Möglichkeiten bieten, sich bei einer sowjetischen Offensive ins „Hinterland“ zurückfallen zu lassen und aus der Tiefe des eigenen Verteidigungsraumes einen effektiven Gegenschlag vorbereiten zu können. Eine Gegenoffensive würde dann von einem Territorium aus geführt werden müssen, dessen Infrastruktur durch Luftschläge und Artilleriefeuer bereits stark zerstört sein würde. Unter Berücksichtigung dieser Parameter und dem Ungleichgewicht der Truppenstärken beider Konfliktparteien könnte die Verteidigungsfähigkeit der NATO bereits nach geschätzten drei bis vier Tagen zusammenbrechen, so US-General Bernard W. Rogers. Seiner Meinung nach würde ein Scheitern der konventionellen Kriegsführung der NATO einem möglichen Einsatz von taktischen Nuklearsprengköpfen Vorschub leisten.

## Zielsetzung
Das FOFA-Prinzip beruhte auf Überlegungen von General Rogers im Jahr 1984
und wurde als „Langzeitplanungsrichtlinie für die Bekämpfung von Folgekräften“ auf dem NATO-Hauptquartier in Brüssel vorgestellt.
Rogers bezeichnete FOFA als ein Konzept, bei dem die fehlende Verteidigungstiefe der NATO durch die Bekämpfung von feindlichen Zielen im „Hinterland“ des Gegners kompensiert werden könnte. Follow-on-Forces Attack hatte das Ausschalten von nachrückenden Truppenteilen (Angriff auf nachfolgende Kräfte) des Warschauer Paktes als Hauptschwerpunkt. Dabei wurde die Reichweite, ob 50 oder 500 Kilometer, von Rogers zunächst nicht näher definiert bzw. eingegrenzt. Das FOFA-Konzept war nur ein Teil des gesamten Rogers-Planes, welcher mehrere Maßnahmen eines Angriffs in die Tiefe des gegnerischen Raumes beinhaltete. Außerdem gehörten neben dem FOFA-Konzept, die Air-Land-Battle-Doktrin, die Vernichtung der feindlichen Luftstreitkräfte am Boden, sowie die Verhinderung eines Aufschließens der zweiten und dritten Angriffsstaffel des Gegners zu den Grundlagen des NATO-Kriegsführungskonzeptes. Der Rogers-Plan beinhaltete eine generelle Modernisierung der konventionellen Waffensysteme durch technisch-elektronische Kriegsführung. Ein anderes Wort für das FOFA-Konzept auf einem möglichen europäischen Kriegsschauplatz war die Bezeichnung „Strike Deep“ und bedeutete im weiteren Sinne eine Konventionalisierung von Kampfmitteln und strategischen Abläufen, welche mehr Spielräume für eine bewegliche Kampfführung bei der Bekämpfung von Zielen in einer Entfernung bis 150 Kilometern schaffen könnte.

## Geplante Durchführung
Der zu bekämpfende Raum des Gegners und die Reichweite der zum Tragen kommenden Waffensysteme wurde von den westalliierten Planern gemäß FOFA-Konzept nach Polen, die Tschechoslowakei bis in die westlichen Militärbezirke der UdSSR ausgedehnt. Mit Marschflugkörpern und Raketen sollten dort gezielt Flugplätze, Brücken und Eisenbahnknotenpunkte ausgeschaltet werden. Des Weiteren sollte die Bereitstellung und Konzentration von Panzereinheiten und das Kommando- und Fernmeldesystem nachhaltig zerschlagen sowie der Aufmarsch der zweiten Angriffswelle des Gegners gestört oder vernichtet werden und damit eine operative Deep Combat Zone geschaffen werden. Rogers Vorschlag hätte den Vorteil, die vorherrschende NATO-Doktrin der „Flexible Response“ beizubehalten und nicht notwendigerweise eine nukleare Eskalation des Konfliktes befürchten zu müssen.
Rogers veranschlagte die NATO-Mehrausgaben in einer geschätzten Höhe von 90 Milliarden DM, aufzubringen in einer Zeit von insgesamt zehn Jahren.

### Assault Breaker
Im Rahmen des FOFA-Konzeptes wurden Assault-Breaker-Raketen (Marschflugkörper und ballistische Raketen) entwickelt, welche für eine Technik konzipiert wurden, große Reichweiten zu erreichen und Fernziele im Hinterland des Gegners, wie z. B. Nachschubbasen, erfolgreich zu orten und zu bekämpfen. Heer und Luftwaffe verzichteten auf eine Weiterentwicklung der Assault-Breaker-Technologien, da ein NATO-Korps einen wöchentlichen Munitionsbedarf von acht Milliarden US-Dollar aufbringen müsste.
Als Assault Breaker waren folgende Gefechtsköpfe und Raketentypen vorgesehen:
- AVCO „Skeet“ (BLU-108/B Sensor-Fuzed Weapon)
- General Dynamics TGSM (Terminally-Guided Sub-Missile)
- T-16[14] angelehnt an MIM-104 Patriot
- T-22 (MGM-52 Lance ballistic missile)

In den Jahren 1981/1982 wurden 14 Testflüge unter nicht gefechtsnahen Bedingungen unternommen. Die Raketen wurden mittels PAVE MOVER Radar ins Ziel gelenkt. 1982 wurde das Assault Breaker Programm vorerst beendet. Die Konzeption, gepanzerte Ziele hinter den Linien zu bekämpfen, ging später in das Konzept der MGM-140 ATACMS (Army Tactical Missile System) Missiles auf. Erst 1986 stand eine ausgereifte Waffentechnologie zur Verfügung, welche die Pläne von Rogers möglicherweise hätte verwirklichen können. Diese Generation der Lenkwaffen hatte eine erhöhte Treffgenauigkeit, die bislang nur taktischen Atomwaffen zu eigen war, so dass mit einem Schlag bis zu 60 Prozent einer Panzerkompanie hätte ausgeschaltet werden können. Ein neuer Typ Mehrfachraketenwerfer der Bundeswehr sei in der Lage, intelligente Munition zu verschießen. Munitionsarten, die beispielsweise nur auf bestimmte Panzertypen antworten. Neu entwickelte Marschflugkörper mit einer Reichweite von über 100 Kilometern und einer intelligenten Art von Submunition könnte somit sehr exakt gegen feindliche Gefechtsstände, Aufmarschräume, Verkehrsknotenpunkte und Marschkolonnen eingesetzt werden.

## Kritik
Bereits im Weißbuch 1985 wurde zum Ausdruck gebracht, dass die NATO-Streitkräfte aufgrund ihrer Struktur und Auslegung ihrer Logistik nicht zu einer offensiven Kriegsführung befähigt seien. Somit hätten sie auch nicht das Potenzial dazu, Gegenangriffe mit terrestrischen Streitkräften in die Tiefe des gegnerischen Raumes zu führen.
Kritiker, wie zum Beispiel Verteidigungsminister Manfred Wörner bemängelten an FOFA die zu erwartenden hohen Kosten durch die Nachrüstung. Bundeswehr-Generalinspekteur Wolfgang Altenburg riet dazu, im Verteidigungsfall alle Konzentration auf die Abwehr des ersten Angriffsschlages der ersten Offensivwelle zu richten. Die Bekämpfung nachrückender Truppen sei dabei zunächst sekundär.
Für Rogers hatte sowohl die Vorneverteidigung als auch Schläge gegen Nachfolgekräfte des Gegners die gleiche Priorität.
Außerdem wurde befürchtet, dass sich die Elektronik für die bereitzustellenden Waffensysteme in Zukunft stark verteuern würden und das Budget damit weit überstiegen werden wird. So hatten sich z. B. Marschflugkörper von 2,2 Millionen USD auf 6,4 Millionen USD verteuert. Für die Bekämpfung der 40 wichtigsten Militärflugplätze im Ostblock wären 800 konventionell ausgerüstete Assault-Breaker-Raketen notwendig. Der Pentagon-Berater Donald Cotter gab eine Menge von 3.000 Flugkörper bekannt, wollte man dazu auch noch feindliche Panzerkolonnen ausschalten.
Timothy Garden, Direktor für Verteidigungsstudien der britischen Royal Air Force gab zu bedenken, dass „der Abschuß einer großen Zahl von Raketen schon in den ersten Stunden eines bewaffneten Konflikts den Sowjets eine außerordentlich kurze Zeit lassen würde um zu entscheiden, ob es sich um einen nuklearen Schlag der Nato handelt oder nicht“. Es sei nicht damit zu rechnen, dass die andere Seite den Einschlag der FOFA-Raketen unbeantwortet abwarten würde und nicht möglicherweise sofort mit atomaren Gefechtsköpfen reagieren könnte.
Der US-Militäranalytiker Steven Canby vertrat die Meinung, dass die aufzubietende Menge an FOFA-Raketen kaum die 30 Divisionen der ersten Angriffswelle aufhalten könnte, während sich dahinter eine zweite Welle von 70 Divisionen für die Offensive fertig machen würde.
Auch hätten die FOFA-Raketen technische Mängel. So seien ihre Infrarotsensoren beispielsweise unter realen Gefechtsbedingungen nicht in der Lage, gezielt feindliche Panzerkolonnen aufzuspüren und zu bekämpfen. Panzertransporte auf Sattelschleppern würden keine besonders heißen Auspuffgase verbreiten, auf die die IR-Suchköpfe der FOFA-Raketen reagieren könnten. Der Einsatz von FOFA-Raketen auf mobile Ziele wurde im Allgemeinen als problematisch angesehen.
Der Stratege David Greenwood kritisierte, dass mit den „Waffen von morgen die Ziele von gestern bekämpft werden sollen“. Würde der Warschauer Pakt anders als geplant reagieren und nicht alle 36 Stunden aufeinander abfolgende Angriffswellen gegen das Territorium der NATO werfen und zugleich mit der ersten Angriffswelle mit operativen Manövergruppen in Divisions- oder Armeestärke versuchen, den Durchstoß der Abwehrlinien zu erzwingen, wäre das FOFA-Konzept nach Meinung von Christopher Donnelly sofort wirkungslos. Das US-amerikanische Magazin Newsweek nannte die sowjetische Militärstrategie „Blitzing NATO“ in Anlehnung an die schnellen, panzergeführten Blitzkrieg-Vorstöße der Wehrmacht. „Truppen des Warschauer Paktes stünden dann schon längst in den Stellungsräumen der konventionellen Nato-Raketen, noch bevor eine zweite sowjetische Staffel überhaupt auf dem Gefechtsfeld erschiene“.